# Hylaeus donbakeri
Hylaeus donbakeri là một loài Hymenoptera trong họ Colletidae. Loài này được Dathe mô tả khoa học năm 1995.